# Richard Richter (Eishockeyspieler)
Richard Richter (* 9. November 1965 in der Tschechoslowakei) ist ein tschechischer Eishockeyspieler, der in den frühen 1990er Jahren für den HC Litvínov in der 1. Liga spielte und seit 2004 beim EHC Mitterteich aus der fünftklassigen bayerischen Landesliga unter Vertrag steht.

## Karriere
Richard Richter begann seine Karriere in den Nachwuchsmannschaften von Dynamo Karlovy Vary, bevor er in der Spielzeit 1988/89 in der 1. Liga für Škoda Plzeň debütierte. In den folgenden Jahren spielte er für den HC Litvínov in der 1. Liga und für Dynamo Karlovy Vary in der dritten Spielklasse der Tschechoslowakei. Zwischen 1993 und 1997 war er nicht als Eishockeyspieler aktiv. In der Spielzeit 1997/98 ging er für die Moskitos Essen in der damaligen zweiten Spielklasse, der 1. Liga-Nord, aufs Eis. 1998 wechselte er zurück in seine Heimat zum HC Becherovka Karlovy Vary, für den er Einsätze in der tschechischen Extraliga bestritt. In den folgenden zwei Jahren spielte er für den SK Kadaň in der zweitklassigen 1. Liga. In der Saison 2000/01 wurde er mit 28 Toren Toptorjäger der 1. Liga, bevor er ein Vertragsangebot der Dresdner Eislöwen annahm. In den folgenden drei Spielzeiten ging er für die Eislöwen in der Eishockey-Oberliga aufs Eis und gehörte stets zu den besten Scorern seines Teams. Seit 2004 spielt er für den bayerischen Landesligisten EHC Mitterteich.

## Erfolge und Auszeichnungen
- Toptorjäger der 1. Liga 2000/01